# Back & Forth
Back & Forth − pierwszy singel promujący pierwszy studyjny album amerykańskiej piosenkarki Aaliyah pt. Age Ain’t Nothing but a Number. Jest to debiutancki singel artystki. Piosenkę skomponował R. Kelly.
Singel wydano w drugim kwartale 1994 roku. Niespełna miesiąc od swojej premiery „Back & Forth” stało się przebojem. Utwór przez trzy tygodnie zajmował 1. miejsce w notowaniu Billboardu Hot R&B/Hip-Hop Songs oraz uplasował się na pozycji piątej zestawienia Hot 100. Billboard uwzględnił piosenkę na 2. miejscu na liście najlepszych utworów R&B/hip-hopowych roku. 9 czerwca 1994 organizacja Recording Industry Association of America (RIAA) przyznała kompozycji status złotego singla.
Tekst utworu opisuje podekscytowanie nastoletniej dziewczyny imprezą, która odbywa się w weekend. Powstał także teledysk, w którym Aaliyah wykonuje piosenkę w szkolnej sali gimnastycznej.

## Listy utworów i formaty singla
U.S. CD

(wyd. 20 maja 1994)
1. „Back & Forth (LP Version)” − 3:51
2. „Back & Forth (Mr. Lee & R. Kelly’s Remix)” − 3:44
3. „Back & Forth (Ms. Mello Remix)” − 5:58
4. „Back & Forth (Mr. Lee’s Club Mix)” − 5:40
5. „Back & Forth (Ms. Mello Instrumental)” − 5:58
6. „Back & Forth (Mr. Lee’s Bonus Beats)” − 5:13

US 12" Vinyl

(01241-42173-1; wyd. 1994)
A-side
1. „Back & Forth (LP Version)” − 3:44
2. „Back & Forth (R. Kelly’s Smooth Mix)” − 3:51
3. „Back & Forth (Shaheed’s Remix)” − 5:13

B-side
1. „Back & Forth (Mr. Lee’s Club Mix)” − 5:40
2. „Back & Forth (Shaheed’s Remix Instrumental)” − 4:00
3. „Back & Forth (Mr. Lee’s Bonus Beats)” − 5:13

UK CD

(JIVE CD 357; wyd. 20 czerwca 1994)
1. „Back & Forth (LP Version)” − 3:51
2. „Back & Forth (Mr. Lee & R. Kelly’s Remix)” − 3:44
3. „Back & Forth (UK Flavour − Alternative Mix)” − 4:37
4. „Back & Forth (Ms. Mello Remix)” − 5:58
5. „Back & Forth (Mr. Lee’s Club Mix)” − 5:40

UK 12" Vinyl

(JIVE T 357; wyd. 1994)
A-side
1. „Back & Forth (LP Version)” − 3:51
2. „Back & Forth (Mr. Lee & R. Kelly’s Remix)” − 3:44
3. „Back & Forth (Ms. Mello Remix)” − 5:58

B-side
1. „Back & Forth (UK Flavour)” − 4:37
2. „Back & Forth (Mr. Lee’s Club Mix)” − 5:40

## Pozycje na listach przebojów
| Notowanie (1994)                        | Najwyższa pozycja |
| --------------------------------------- | ----------------- |
| Canada Top 50 Singles                   | 7                 |
| Dutch Singles Chart                     | 44                |
| New Zealand RIANZ Singles Chart         | 48                |
| UK Singles Chart                        | 16                |
| U.S. Billboard Hot 100                  | 5                 |
| U.S. Billboard Hot R&B Singles & Tracks | 1                 |
| U.S. Billboard Top 40 Mainstream        | 16                |
| U.S. Billboard Rhythmic Top 40          | 1                 |